# Lucie de Syracuse
Pour les articles homonymes, voir Sainte Lucie.

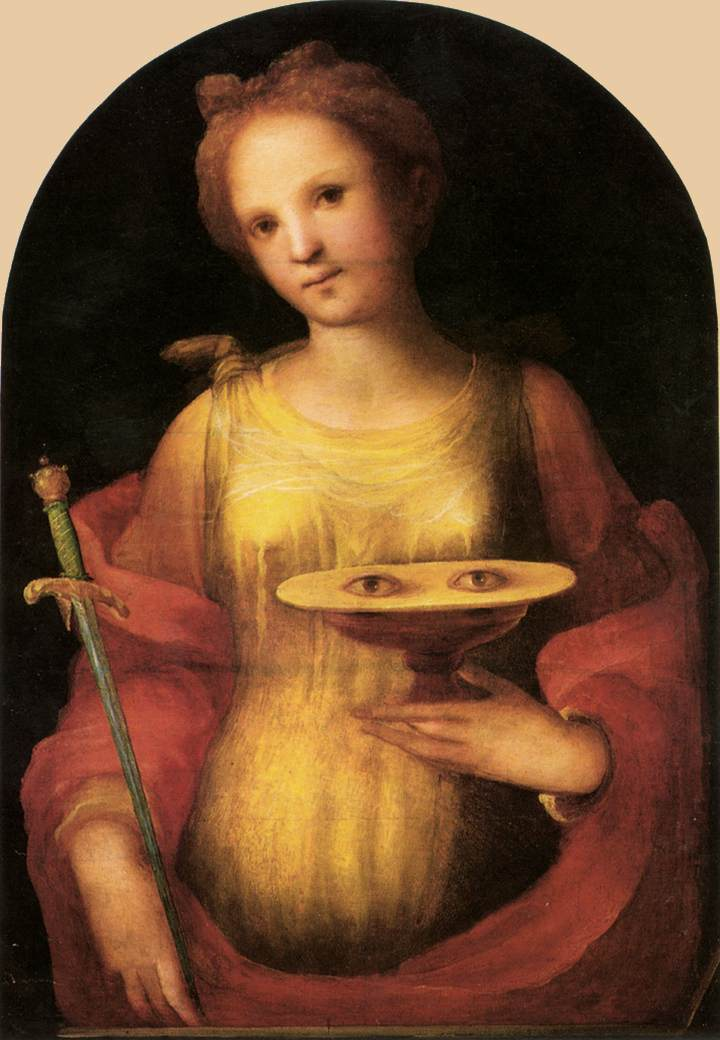
Lucía de Siracusa par Domenico Beccafumi.

Lucie de Syracuse ou sainte Lucie, vierge et martyre chrétienne dont le nom est illustré dans l'histoire de l'Église sicilienne, était issue d'une noble et très riche famille de Syracuse. Elle a souffert le martyre au début du IVe siècle, lors des persécutions de Dioclétien. Certains considèrent qu'elle est morte en 303, d'autres en 304 ou même en 310. 
Sainte Lucie figure d'ailleurs parmi les vierges martyres représentées sur les mosaïques de la basilique Saint-Apollinaire-le-Neuf à Ravenne. Son nom figure dans le canon de la messe, dans la litanie des saints, et dans la litanie des agonisants, de plus une commémoration lui était dédiée le 16 septembre. Le poète Dante, qui lui vouait une intense dévotion, la mentionne à plusieurs reprises dans sa Divine Comédie et la figure assise dans le Paradis juste à côté de saint Jean l’Évangéliste.

## Nom
Son nom est un dérivé du latin lux (lumière). Elle est également appelée Luce. Jacques de Voragine situe sa fête, dans La Légende dorée, juste avant celle de saint Thomas, soit à peu de chose près lors du solstice d'hiver. D'où le dicton disant qu'« à la Sainte-Luce, les jours croissent du saut d'une puce ». D'où aussi les nombreuses fêtes de la lumière auxquelles elle est associée en Europe du Nord, notamment en Scandinavie (et particulièrement en Suède). L'explication du dicton est assez simple, bien qu'il paraisse faux à première vue. Il est probable que la raison provienne du passage du calendrier julien au grégorien qui eut lieu en France le 9 décembre 1582. Le 13 décembre dans le julien correspond à notre époque au 26 décembre, date à laquelle la durée du jour commence à augmenter effectivement. Elle représente pour certains la sainte Lumière qui protège la vue comme les yeux.

## Histoire

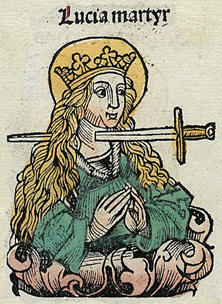
Martyre : gorge tranchée (Chroniques de Nuremberg).

Les sources officielles reconnues par l'Église concernant sa vie sont par excellence le Bréviaire et le Martyrologe romain. Le récit de son existence est pour l'essentiel compilé à partir des sources anciennes dans La Légende dorée, de  Jacques de Voragine. D'autres sources sont les Bollandistes, les écrits de Dom Ruinart, Baillet, Tillemont, Fleury, d'Alban Butler (traduit par l'abbé Godescard), et l'ouvrage des abbés François-Philippe Mésenguy (1677-1763)  et Claude-Pierre Goujet (1697-1767), Les Vies des saints d'après le Missel et le Martyrologe romain.
L'Église enseigne donc que Lucie vivait à Syracuse avec sa mère Eutychie. Elle vénérait depuis son enfance le Christ et la vierge martyre sicilienne sainte Agathe. Sa mère souffrait d'une inflammation des entrailles et de pertes de sang, sans guérison depuis quatre ans. Lucie décida un jour de conduire celle-ci devant le tombeau d'Agathe, à Catane, et de lui demander la guérison. Sainte Agathe apparut la nuit suivante à Lucie et lui déclara : « Vierge Lucie, ma sœur, pourquoi viens-tu me demander ce que tu pourras bientôt accorder toi-même à ta mère ? Comme j'ai été établie gardienne de la ville de Catane, tu seras établie gardienne de la ville de Syracuse. ». 
Le lendemain, Eutychie recouvra la santé. À la suite de cette guérison, Lucie demanda à sa mère la permission de distribuer aux pauvres tout ce qui lui revenait de l'héritage de son père, ce qu'Eutychie accorda. Toutes deux se mirent alors à donner chaque jour aux pauvres tout ce qu'elles possédaient. De plus, Lucie annonça à sa mère qu'elle avait depuis l'enfance fait secrètement le vœu d'une virginité perpétuelle.
Mais avant d'avoir appris le vœu de chasteté de sa fille, Eutychie avait promis Lucie à un jeune homme. Il entra dans une violente colère quand il apprit que sa fiancée voulait rester vierge et qu'elle vendait toute la fortune qu'il avait convoitée, pour la distribuer aux malheureux. Il alla donc dénoncer sa fiancée au consul Pascasius, comme ennemie des divinités de l'Empire. La persécution de Dioclétien faisait alors rage et le juge accueillit avec joie cette dénonciation. 
Lucie fut alors sommée de renoncer à sa foi chrétienne. Devant le refus de la jeune vierge, le consul lui déclara : 
Irrité de ce courage, Pascasius donne l'ordre de traîner Lucie dans un lupanar afin de la faire violer par des débauchés. Mais le Saint-Esprit intervient, et rend le corps de Lucie parfaitement immobile et intransportable. Même avec un attelage de myriades d'hommes et de bœufs, on ne peut la déplacer. Pris de fureur, Pascasius fait alors verser sur elle de la poix, de la résine et de l'huile bouillantes, puis la fait entourer d'un bûcher auquel on met le feu. Mais les flammes ne lui font rien et elle continue à chanter dans le feu les louanges du Christ. Alors on lui enfonce une épée dans la gorge, mais elle ne meurt pas tout de suite. Un prêtre vient lui porter la communion, après quoi seulement elle rend l'âme.
D'autres sources précisent qu'on lui aurait arraché les yeux. (Ou encore que, son fiancé lui ayant répondu qu'il tenait tant à elle a cause de ses yeux, elle se les soit arrachés elle-même, et les lui ait portés à tâtons sur un plateau.) À la suite de quoi, la Vierge serait venue lui en apporter de plus beaux encore. C'est la raison pour laquelle elle est fréquemment invoquée pour guérir les maladies oculaires, et représentée par les peintres portant ses yeux sur un plateau ou dans une coupe. D'autres ont recours à elle contre les maux de gorge.

## Culte

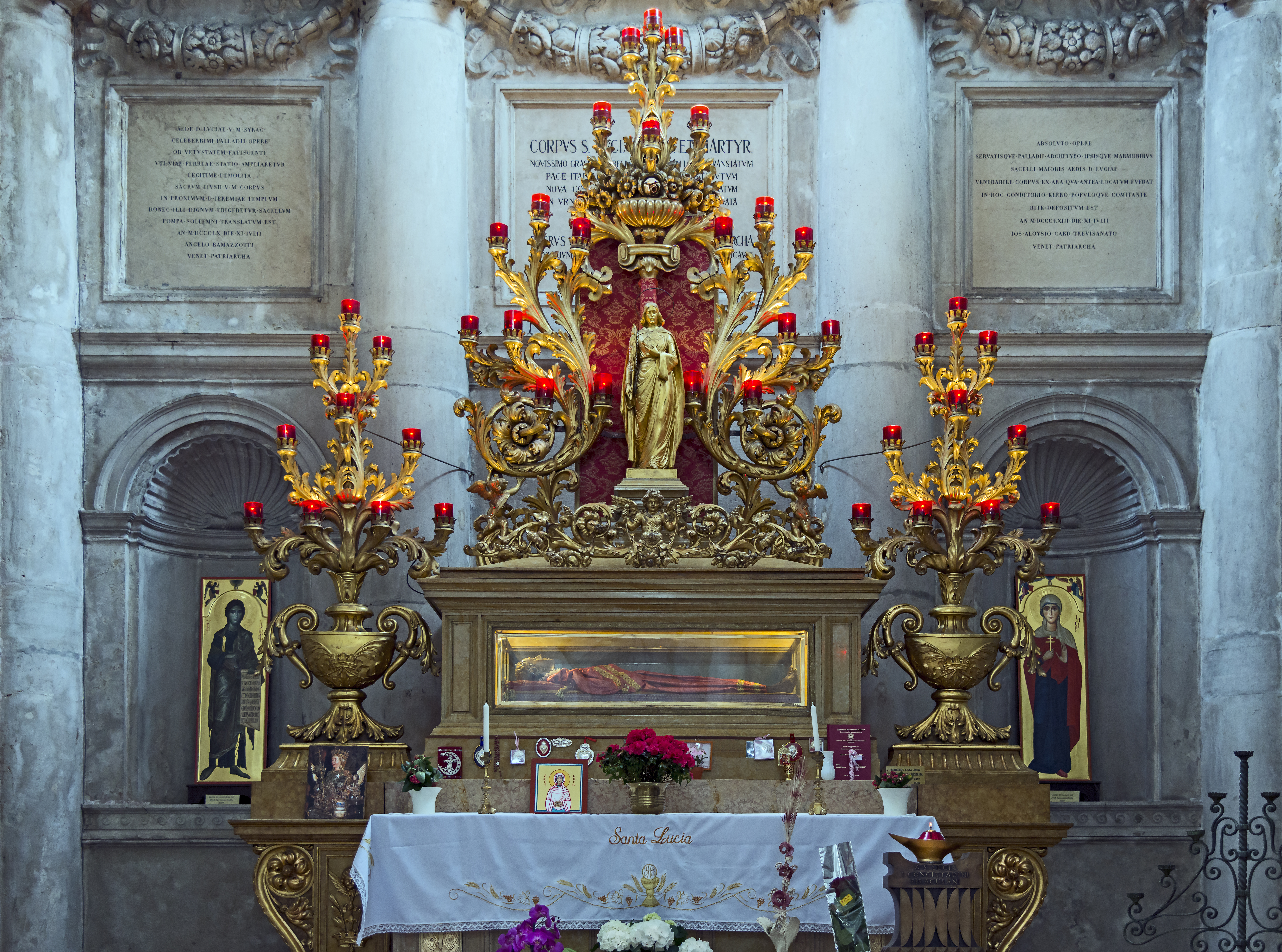
Reliques de sainte Lucie dans l'église San Geremia de Venise.

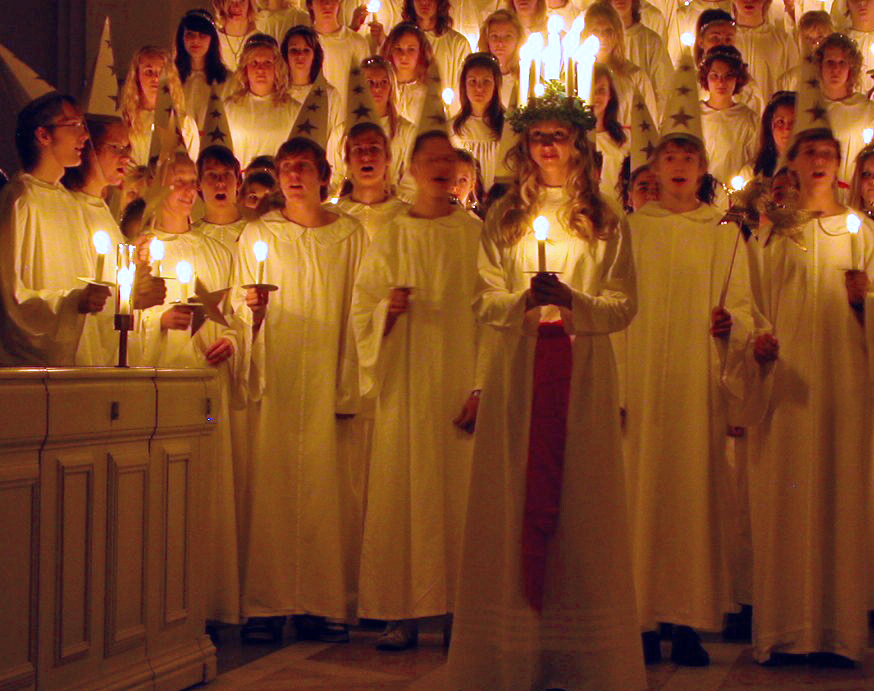
Procession de la Sainte-Lucie, en Suède.

Les reliques de sainte Lucie, après avoir été transportées à Constantinople par les Byzantins, sont depuis la chute de la ville, à Venise, dans l'église San Geremia. Quelques fragments ont été rapportés à Syracuse. 
Le culte de sainte Lucie s’est également développé à Metz après qu’une partie de ses reliques fut rapportée en l’église Saint-Vincent.
Jusqu'à l'édition de Jean XXIII en 1960, et déjà dans l'édition tridentine de Pie V, le calendrier romain général incluait à la date du 16 septembre une commémoraison des saints Lucie et Géminien. La révision de 1969 l'a supprimée comme doublon de la fête principale (dies natalis) de Lucie et parce que ce Géminien, mentionné dans la Passio de la sainte, semble n'être qu'un personnage fictif.
Sainte Lucie de Syracuse est invoquée contre les maladies des yeux et les hémorragies. Elle est la patronne des maladies ophtalmiques, des opticiens, des ophtalmologues et des électriciens[réf. nécessaire].
Elle est l'une des trois grandes saintes de Sicile, elle à Syracuse, Agathe à Catane, et Rosalie à Palerme. 
L'île de Sainte-Lucie, dans les Caraïbes, a été nommée en son honneur.

## Iconographie
L'iconographie de Lucie provient de ce que la tradition retient des circonstances de son martyre. La plus ancienne représentation est une mosaïque à Ravenne du VIe siècle, consacrée aux vierges, où elle figure sans attributs.
Les représentations de son jugement et de son immobilisation par le Saint-Esprit sont nombreuses (exemple le retable de sainte Lucie de Lorenzo Lotto).
Le motif des yeux portés sur un plateau n'apparaît pas avant le XIVe siècle, période à laquelle les malvoyants l'invoquent pour retrouver la vue. Par exemple, l'œuvre de Pietro Lorenzetti dans l'église Santa Lucia Frole Rovinate à Florence. Elle est également représentée porteuse d'une palme et d'un plateau avec une paire d'yeux.
Véronèse, en 1585-1586, insiste sur la communion, dans le contexte de la Réforme catholique : Le Martyre et la Dernière Communion de sainte Lucie de 137 × 173 cm, conservé à la National Gallery of Art de Washington.
L'opercule du coquillage nommé le Turbo Rugueux que l'on trouve sur les rivages méditerranéens symbolise les yeux de sainte Lucie. En porter un éloigne, dit-on, le mauvais œil et favorise la chance. En Corse également, l'œil de sainte Lucie est considéré comme un porte-bonheur.
Elle est souvent représentée avec une coupelle contenant ses yeux, offerts à la Vierge Marie.

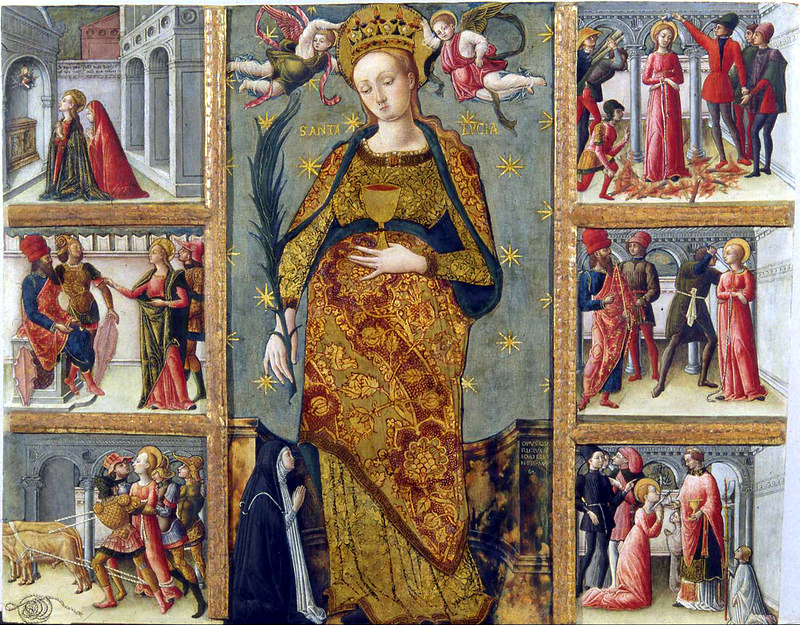
« Épisodes de la vie de sainte Lucie » Quirizio da Murano Pinacoteca, Rovigo.
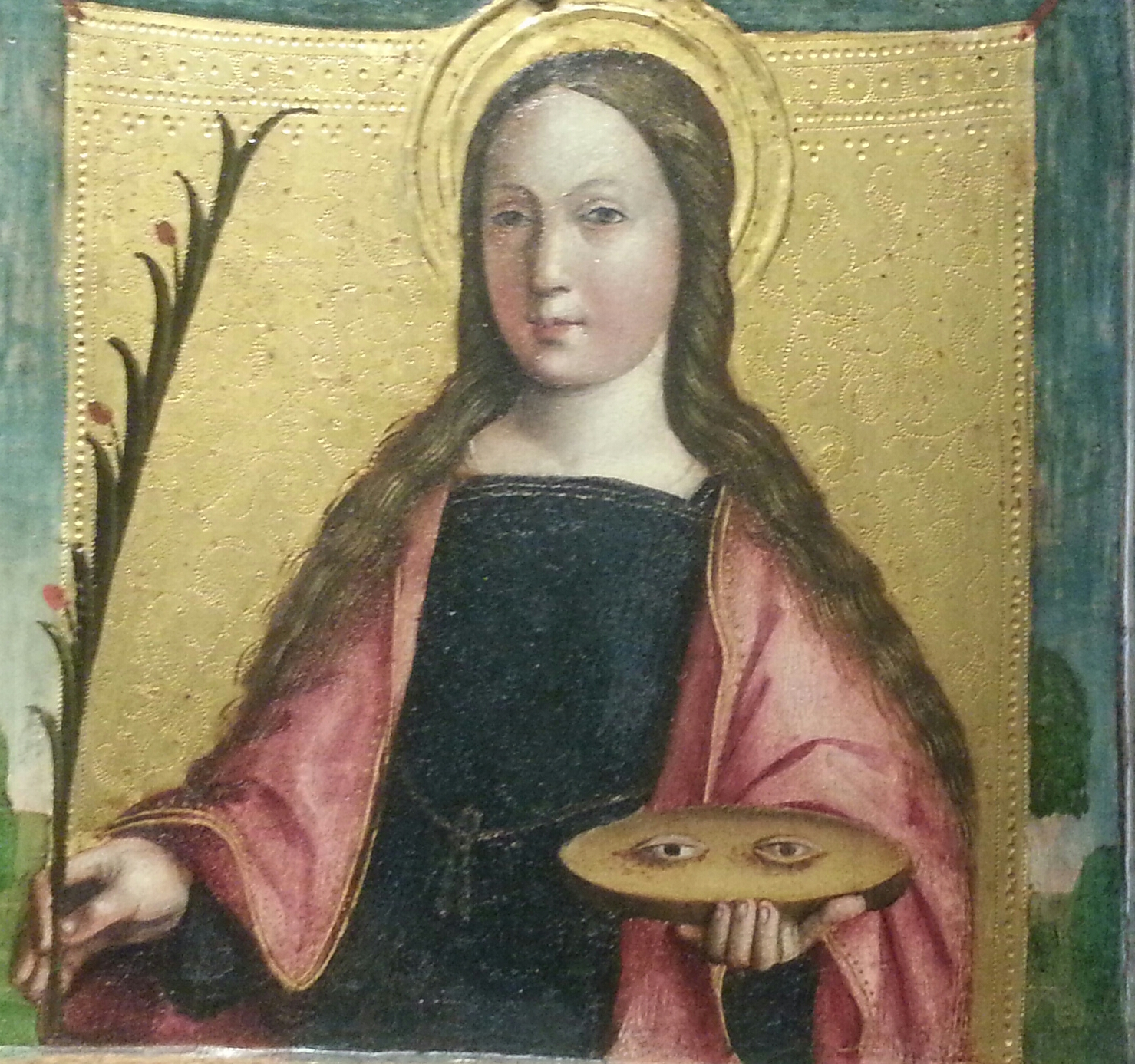
Sainte Lucie, détail de Assunzione della Vergine et santi Gandolfino da Roreto (1493-1518) Turin.
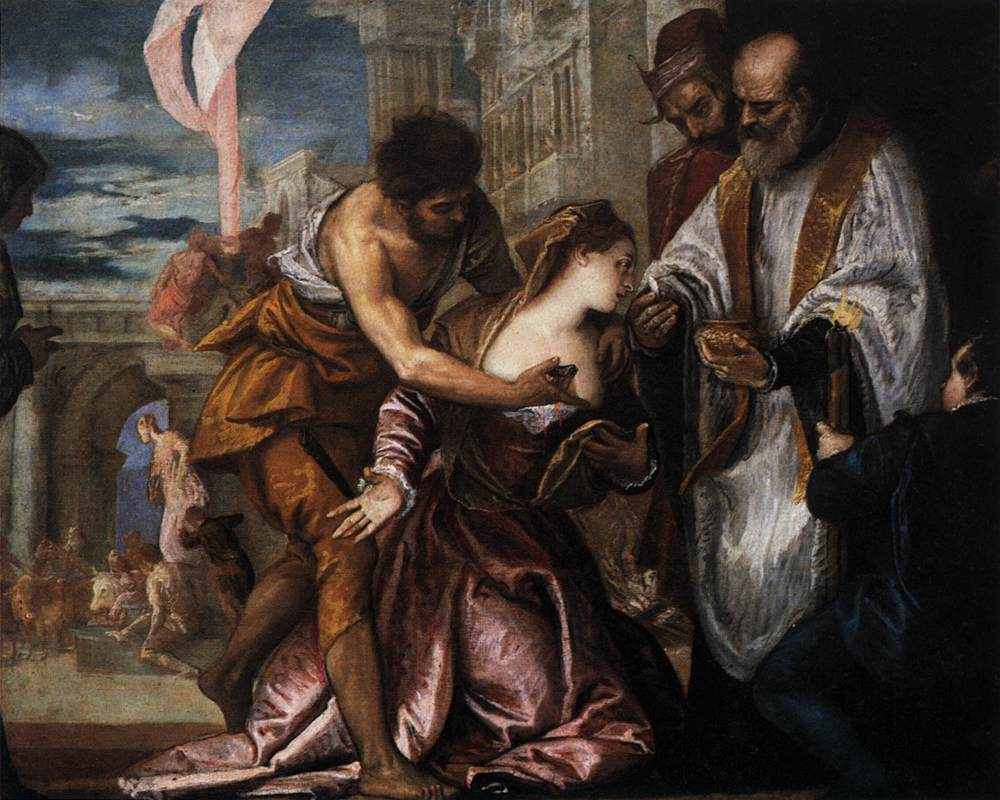
Martyre et communion 1585-1586, Véronèse.
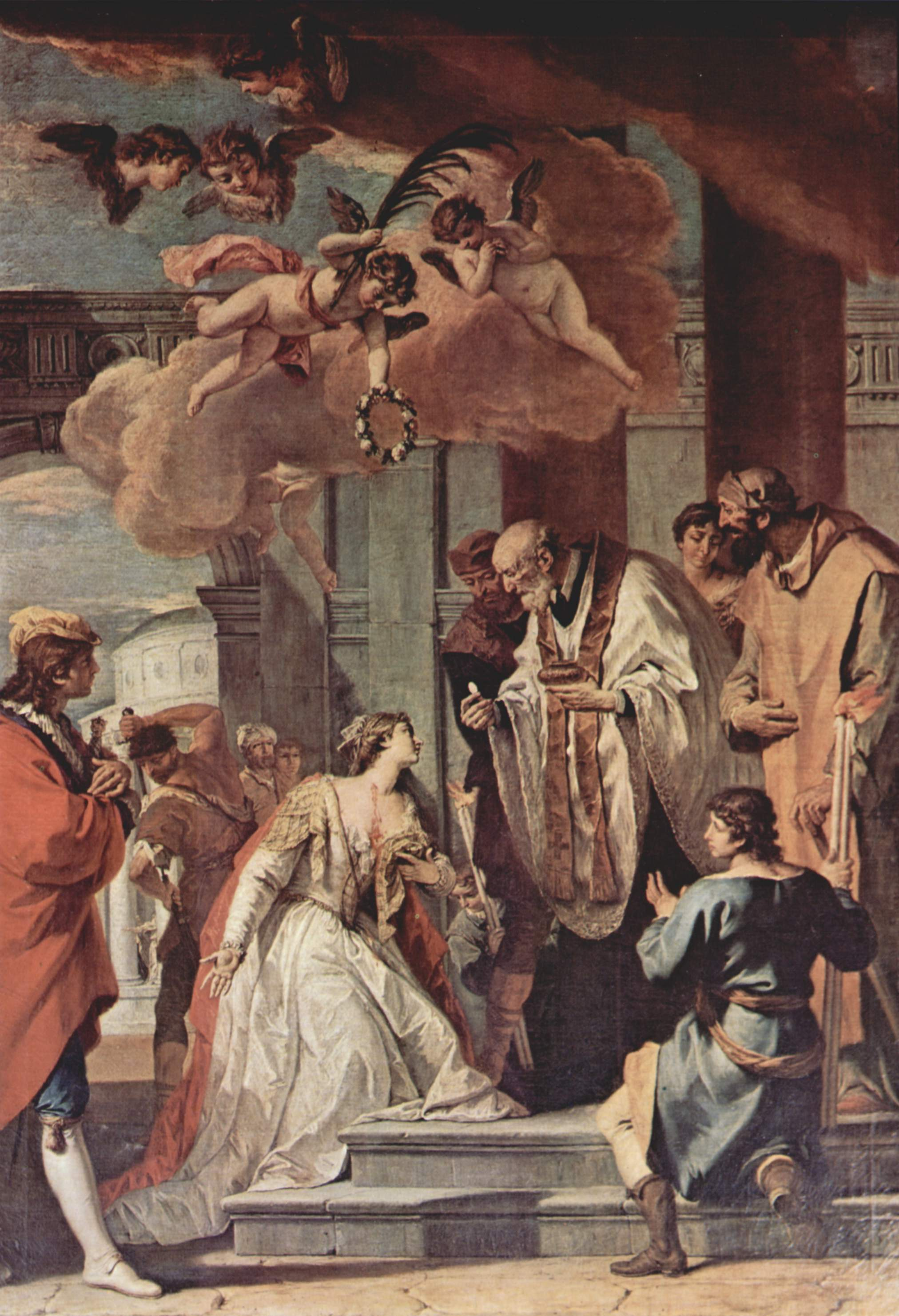
Communion de Sainte Lucie Sebastiano Ricci, 1730 Parme, Chiesa di Santa Lucia[4].
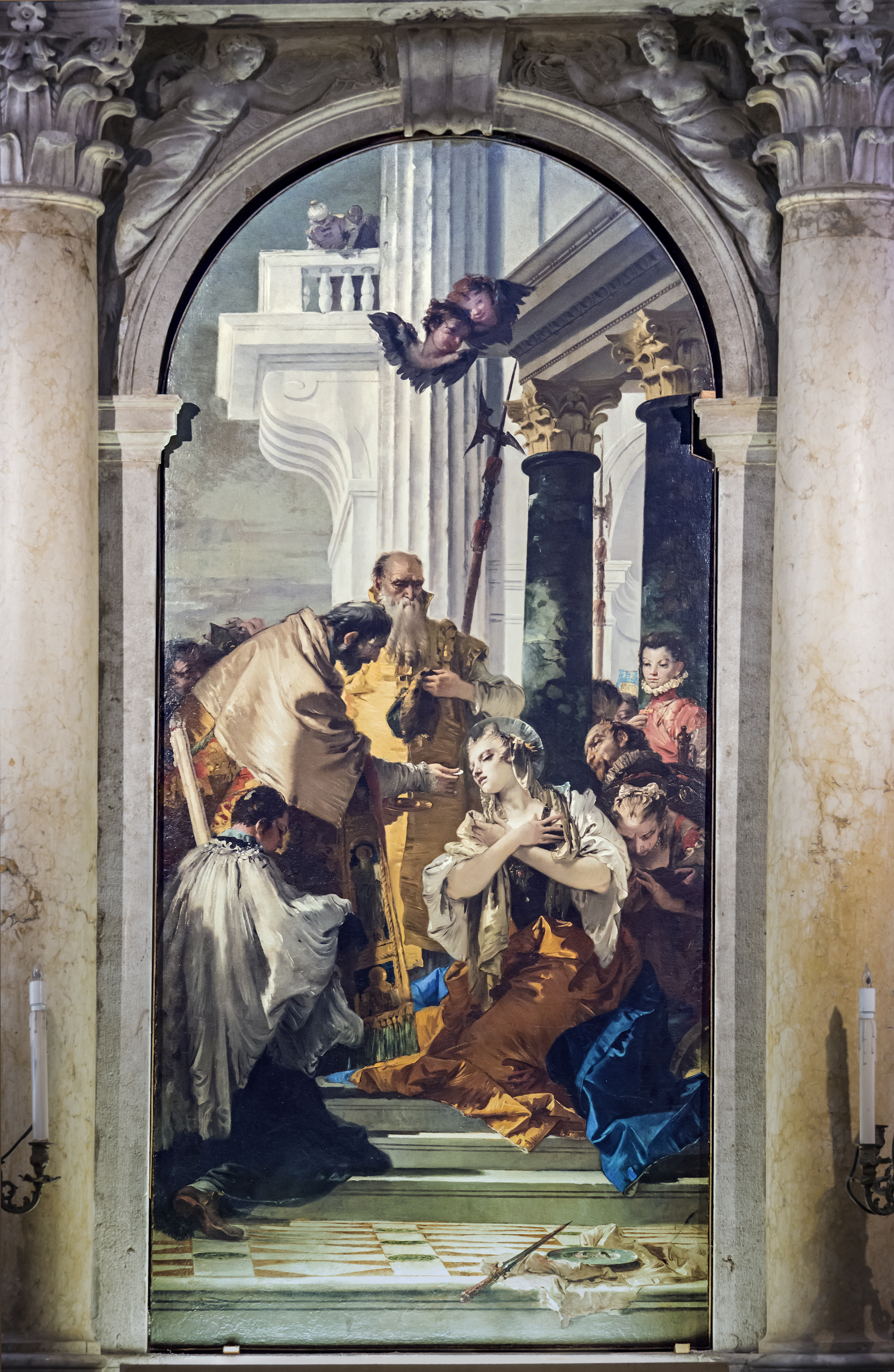
La Dernière communion de sainte Lucie Giambattista Tiepolo, 1747-1748 Santi Apostoli, Venise.